# Lakhzazra
Lakhzazra  (in arabo لخزازرة‎?) è un centro abitato e comune rurale del Marocco situato nella provincia di Settat, regione di Casablanca-Settat. Conta una popolazione di 8 582 abitanti (censimento 2014).